# 10 000 meter för herrar i friidrott vid olympiska sommarspelen 1992
10 000 meter för herrar vid olympiska sommarspelen 1992 i Barcelona avgjordes 6-8 augusti. 

## Medaljörer
| Gren         | Guld                  | Guld     | Silver                  | Silver   | Brons                  | Brons    |
| 10 000 meter | Khalid Skah · Marocko | 27.46,70 | Richard Chelimo · Kenya | 27.47,72 | Addis Abebe · Etiopien | 28.00,07 |

## Resultat

### Final
- Hölls den 3 augusti 1992

| Placering | Final                         | Tid      |
| --------- | ----------------------------- | -------- |
|           | Khalid Skah (MAR)             | 27.46,70 |
|           | Richard Chelimo (KEN)         | 27.47,72 |
|           | Addis Abebe (ETH)             | 28.00,07 |
| 4.        | Salvatore Antibo (ITA)        | 28:11.39 |
| 5.        | Arturo Barrios (MEX)          | 28:17.79 |
| 6.        | Germán Silva (MEX)            | 28:20.19 |
| 7.        | William Koech (KEN)           | 28:25.18 |
| 8.        | Moses Tanui (KEN)             | 28:27.11 |
| 9.        | Fita Bayisa (ETH)             | 28:27.68 |
| 10.       | Todd Williams (USA)           | 28:29.38 |
| 11.       | Paul Evans (GBR)              | 28:29.83 |
| 12.       | Zoltán Káldy (HUN)            | 28:34.21 |
| 13.       | Xolile Yawa (RSA)             | 28:37.18 |
| 14.       | Haruo Urata (JPN)             | 28:37.61 |
| 15.       | António Martins Bordelo (FRA) | 28:47.66 |
| 16.       | Armando Quintanilla (MEX)     | 28:48.05 |
| 17.       | Richard Nerurkar (GBR)        | 28:48.48 |
| 18.       | Antonio Silio (ARG)           | 28:55.20 |
| 19.       | John Halvorsen (NOR)          | 28:53.91 |
| —         | Hammou Boutayeb (MAR)         | DNF      |

### Försöksheat
| Placering | Heat 1                       | Tid      |
| --------- | ---------------------------- | -------- |
| 1.        | William Koech (KEN)          | 28:06.86 |
| 2.        | Germán Silva (MEX)           | 28:13.72 |
| 3.        | Paul Evans (GBR)             | 28:15.70 |
| 4.        | Addis Abebe (ETH)            | 28:15.76 |
| 5.        | Richard Chelimo (KEN)        | 28:16.39 |
| 6.        | Khalid Skah (MAR)            | 28:18.48 |
| 7.        | Salvatore Antibo (ITA)       | 28:18.48 |
| 8.        | John Halvorsen (NOR)         | 28:21.57 |
| 9.        | Zoltán Káldy (HUN)           | 28:21.96 |
| 10.       | Armando Quintanilla (MEX)    | 28:23.76 |
| 11.       | Haruo Urata (JPN)            | 28:24.08 |
| 12.       | Oleg Strizhakov (EUN)        | 28:35.97 |
| 13.       | Steve Plasencia (USA)        | 28:45.59 |
| 14.       | Stephane Franke (GER)        | 28:52.83 |
| 15.       | Carlos de la Torre (ESP)     | 28:55.47 |
| 16.       | Sean Dollman (IRL)           | 28:55.77 |
| 17.       | Paul Williams (CAN)          | 29:01.67 |
| 18.       | Tendai Chimusasa (ZIM)       | 29:17.26 |
| 19.       | Juan José Castillo (PER)     | 30:04.60 |
| 20.       | Miguel Ángel Vargas (CRC)    | 30:13.06 |
| 21.       | Patrick Rama (LES)           | 30:21.69 |
| 22.       | Awwad Al-Hasini (JOR)        | 30:43.19 |
| —         | Thierry Pantel (FRA)         | DNF      |
| —         | Risto Ulmala (FIN)           | DNF      |
| —         | Alejandro Gómez Cabral (ESP) | DNF      |
| —         | Abdulla Al-Doseri (BRN)      | DNF      |
| —         | Domingos Castro (POR)        | DNF      |
| —         | Mohamedou Sid'Ahmed (MTN)    | DNF      |

| Placering | Heat 2                        | Tid           |
| --------- | ----------------------------- | ------------- |
| 1.        | Fita Bayisa (ETH)             | 28:23.55      |
| 2.        | Moses Tanui (KEN)             | 28:24.07      |
| 3.        | Richard Nerurkar (GBR)        | 28:24.35      |
| 4.        | Hammou Boutayeb (MAR)         | 28:25.73      |
| 5.        | Todd Williams (USA)           | 28:26.32      |
| 6.        | Arturo Barrios (MEX)          | 28:28.26      |
| 7.        | Xolile Yawa (RSA)             | 28:28.78      |
| 8.        | Antonio Silio (ARG)           | 28:31.02      |
| 9.        | António Martins Bordelo (FRA) | 28:35.13      |
| 10.       | Francesco Bennici (ITA)       | 28:45.62      |
| 11.       | José Carlos Adan (ESP)        | 28:50.38      |
| 12.       | Mathias Ntawulikura (RWA)     | 28:51.79      |
| 13.       | Aaron Ramirez (USA)           | 29:00.12      |
| 14.       | Sakae Osaki (JPN)             | 29:20.01      |
| 15.       | Fernando Couto (POR)          | 29:20.06      |
| 16.       | Carsten Eich (GER)            | 29:22.19      |
| 17.       | Noel Berkeley (IRL)           | 29:23.58      |
| 18.       | Vincent Rousseau (BEL)        | 29:25.68      |
| 19.       | Eamonn Martin (GBR)           | 29:35.65      |
| 20.       | Isaac Simelan (SWZ)           | 29:48.49      |
| 21.       | John Mwathiwa (MAW)           | 29:54.26      |
| 22.       | Herder Herberto Vasquez (COL) | 30:07.55      |
| 23.       | Eddy Punina (ECU)             | 30:19.76      |
| 24.       | Policarpio Calizaya (BOL)     | 30:27.01      |
| 25.       | Omar Daher Gadid (DJI)        | 30:32.89      |
| 26.       | Khalid Al-Estashi (YEM)       | 30:49.58 (NR) |
| 27.       | Marlon Williams (ISV)         | 31:22.13      |
| 28.       | Bineshwar Prasad (FIJ)        | 31:46.19      |